# Finale wereldkampioenschap voetbal 1962
De finale van het wereldkampioenschap voetbal 1962 was de 7e editie van de voetbalwedstrijd die gespeeld werd in het kader van het FIFA Wereldkampioenschap. De wedstrijd vond plaats op 17 juni 1962 tussen Brazilië en Tsjecho-Slowakije. De finale werd gespeeld in het Estadio Nacional in Santiago.
Het scheelde weinig of de ster van het toernooi Garrincha zou niet meedoen aan de finale vanwege zijn rode kaart tegen Chili. Garrincha kreeg clementie, omdat dit zijn eerste overtreding ooit was en een telegram van de premier van Brazilië aan de FIFA hielp ook mee. Garrincha speelde echter met 39 graden koorts en was niet zo dominant als tegen Engeland en Chili.
Tsjecho-Slowakije speelde zijn beste wedstrijd van het toernooi en kwam door een doelpunt van middenvelder Josef Masopust op voorsprong. Een fout van doelman Schrojf zorgde voor de gelijkmaker van Amarildo en in de tweede helft sloegen de Brazilianen toe: 2-1 door Zito en 3-1 door Vavá, die profiteerde van opnieuw een fout van Schrojf. De Brazilianen waren minder briljant dan vier jaar geleden in Zweden, maar bewezen ook zonder Pelé sterk genoeg te zijn de wereldtitel te prolongeren.

## Route naar de finale
| Land              | Wed | W | G | V | DV | DT | Ptn |
| ----------------- | --- | - | - | - | -- | -- | --- |
| Tsjecho-Slowakije | 4   | 3 | 0 | 1 | 16 | 5  | 6   |
| Schotland         | 4   | 3 | 0 | 1 | 10 | 7  | 6   |
| Ierland           | 4   | 0 | 0 | 4 | 3  | 17 | 0   |

| Land              | Wed | Win | Gel | Ver | DV | DT | +/− | Pnt |
| ----------------- | --- | --- | --- | --- | -- | -- | --- | --- |
| Brazilië          | 3   | 2   | 1   | 0   | 4  | 1  | 3   | 5   |
| Tsjecho-Slowakije | 3   | 1   | 1   | 1   | 2  | 3  | -1  | 3   |
| Mexico            | 3   | 1   | 0   | 2   | 3  | 4  | -1  | 2   |
| Spanje            | 3   | 1   | 0   | 2   | 2  | 3  | -1  | 2   |

| Land              | Wed | Win | Gel | Ver | DV | DT | +/− | Pnt |
| ----------------- | --- | --- | --- | --- | -- | -- | --- | --- |
| Brazilië          | 3   | 2   | 1   | 0   | 4  | 1  | 3   | 5   |
| Tsjecho-Slowakije | 3   | 1   | 1   | 1   | 2  | 3  | -1  | 3   |
| Mexico            | 3   | 1   | 0   | 2   | 3  | 4  | -1  | 2   |
| Spanje            | 3   | 1   | 0   | 2   | 2  | 3  | -1  | 2   |

## Wedstrijddetails
|                                               |                                |                        |                   |                                                                                        |
| 17 juni 1962 «onderlinge duels» 14:30 (UTC−4) | Brazilië                       | 3 – 1                  | Tsjecho-Slowakije | Estadio Nacional, Santiago Toeschouwers: 68.679 Scheidsrechter: Nikolay Latyshev (URS) |
| 17 juni 1962 «onderlinge duels» 14:30 (UTC−4) | Amarildo 17' Zito 69' Vavá 78' | verslag (FIFA) verslag | 15' Masopust      | Estadio Nacional, Santiago Toeschouwers: 68.679 Scheidsrechter: Nikolay Latyshev (URS) |

| Brazilië | Tsjecho-Slowakije |

| Brazilië:      |    |               |
|                |    |               |
| GK             | 1  | Gilmar        |
| RB             | 2  | Djalma Santos |
| CB             | 3  | Mauro Ramos   |
| CB             | 5  | Zózimo        |
| LB             | 6  | Nílton Santos |
| RM             | 7  | Garrincha     |
| CM             | 4  | Zito          |
| LM             | 8  | Didi          |
| RW             | 20 | Amarildo      |
| CF             | 19 | Vavá          |
| LW             | 21 | Mário Zagallo |
| Coach:         |    |               |
| Aymoré Moreira |    |               |

| Tsjecho-Slowakije: |    |                   |
|                    |    |                   |
| GK                 | 1  | Viliam Schrojf    |
| RB                 | 12 | Jiří Tichý        |
| CB                 | 3  | Ján Popluhár      |
| CB                 | 5  | Svatopluk Pluskal |
| LB                 | 4  | Ladislav Novák    |
| RM                 | 17 | Tomáš Pospíchal   |
| CM                 | 19 | Andrej Kvašňák    |
| LM                 | 6  | Josef Masopust    |
| RW                 | 11 | Josef Jelínek     |
| CF                 | 8  | Adolf Scherer     |
| LW                 | 18 | Josef Kadraba     |
| Coach:             |    |                   |
| Rudolf Vytlačil    |    |                   |

A-internationals · Selecties · CBF · Braziliaans vrouwenelftal · Olympisch elftal · Bondscoaches
1910 – 1919 · 
1920 – 1929 · 
1930 – 1939 · 
1940 – 1949 · 
1950 – 1959 · 
1960 – 1969 · 
1970 – 1979 · 
1980 – 1989 · 
1990 – 1999 · 
2000 – 2009 · 
2010 – 2019 · 
2020 – 2029
WK 1930 · 
WK 1934 · 
WK 1938 · 
WK 1950 · 
WK 1954 · 
WK 1958 · 
WK 1962 · 
WK 1966 · 
WK 1970 · 
WK 1974 · 
WK 1978 · 
WK 1982 · 
WK 1986 · 
WK 1990 · 
WK 1994 · 
WK 1998 · 
WK 2002 · 
WK 2006 · 
WK 2010 · 
WK 2014 · 
WK 2018 · 
WK 2022
OS 1952 · 
OS 1960 · 
OS 1964 · 
OS 1968 · 
OS 1972 · 
OS 1976 · 
OS 1984 · 
OS 1988 · 
OS 1996 · 
OS 2000 · 
OS 2008 · 
OS 2012 · 
OS 2016 · 
OS 2020
1914 · 
1915 · 
1916 · 
1917 · 
1918 · 
1919 · 
1920 · 
1921 · 
1922 · 
1923 · 
1924 · 
1925 · 
1926 · 
1927 · 
1928 · 
1929 · 
1930 · 
1931 · 
1932 · 
1933 · 
1934 · 
1935 · 
1936 · 
1937 · 
1938 · 
1939 · 
1940 · 
1941 · 
1942 · 
1943 · 
1944 · 
1945 · 
1946 · 
1947 · 
1948 · 
1949 · 
1950 · 
1951 · 
1952 · 
1953 · 
1954 · 
1955 · 
1956 · 
1957 · 
1958 · 
1959 · 
1960 · 
1961 · 
1962 · 
1963 · 
1964 · 
1965 · 
1966 · 
1967 · 
1968 · 
1969 · 
1970 · 
1971 · 
1972 · 
1973 · 
1974 · 
1975 · 
1976 · 
1977 · 
1978 · 
1979 · 
1980 · 
1981 · 
1982 · 
1983 · 
1984 · 
1985 · 
1986 · 
1987 · 
1988 · 
1989 · 
1990 · 
1991 · 
1992 · 
1993 · 
1994 · 
1995 · 
1996 · 
1997 · 
1998 · 
1999 · 
2000 · 
2001 · 
2002 · 
2003 · 
2004 · 
2005 · 
2006 · 
2007 · 
2008 · 
2009 · 
2010 · 
2011 · 
2012 · 
2013 · 
2014 · 
2015 · 
2016 · 
2017 · 
2018 ·
2019 ·
2020 ·
2021
Algerije ·
Andorra ·
Argentinië ·
Australië ·
België ·
Bolivia ·
Bosnië en Herzegovina ·
Bulgarije ·
Canada ·
Chili ·
China ·
Colombia ·
Congo-Kinshasa ·
Costa Rica ·
Denemarken ·
DDR ·
Duitsland ·
Ecuador ·
Egypte ·
El Salvador ·
Engeland ·
Estland ·
Finland ·
Frankrijk ·
Gabon ·
Ghana ·
Griekenland ·
Guatemala ·
Guinee ·
Haïti ·
Honduras ·
Hongarije ·
Hongkong ·
Ierland ·
IJsland ·
Irak ·
Iran ·
Israël ·
Italië ·
Ivoorkust ·
Jamaica ·
Japan ·
Joegoslavië ·
Kameroen ·
Kroatië ·
Letland ·
Litouwen ·
Luxemburg ·
Maleisië ·
Marokko ·
Mexico ·
Nederland ·
Nieuw-Zeeland ·
Nigeria ·
Noord-Ierland ·
Noord-Korea ·
Noorwegen ·
Oekraïne ·
Oman ·
Oostenrijk ·
Panama ·
Paraguay ·
Peru ·
Polen ·
Portugal ·
Qatar .
Roemenië ·
Rusland ·
Saoedi-Arabië ·
Senegal ·
Servië ·
Schotland ·
Slowakije ·
Sovjet-Unie ·
Spanje ·
Tanzania ·
Thailand ·
Tsjechië ·
Tsjecho-Slowakije ·
Tunesië ·
Turkije ·
Uruguay ·
Venezuela ·
Verenigde Arabische Emiraten ·
Verenigde Staten ·
Wales ·
Zambia ·
Zimbabwe ·
Zuid-Afrika ·
Zuid-Korea ·
Zweden ·
Zwitserland
Argentinië (1982) ·
Argentinië (2005) ·
Australië (1997) ·
Australië (2006) ·
België (2018) ·
Chili (2014) ·
China (2002) ·
Colombia (2014) ·
Costa Rica (2018) ·
Duitsland (2002) ·
Duitsland (2014) ·
Frankrijk (1998) ·
Frankrijk (2006) ·
Ghana (2006) ·
Hongarije (1954) ·
Italië (1970) ·
Italië (1982) ·
Italië (1994) ·
Japan (2006) ·
Kameroen (2014) ·
Kameroen (2022) ·
Kroatië (2006) ·
Kroatië (2014) ·
Kroatië (2022) ·
Mexico (1999) ·
Mexico (2014) ·
Mexico (2018) ·
Nederland (2014) ·
Portugal (2010) ·
Servië (2018) ·
Spanje (2013) ·
Tsjecho-Slowakije (1962, 2) ·
Turkije (2002, 1) ·
Uruguay (1950) ·
Verenigde Staten (2009, 2) ·
Zweden (1958) ·
Zwitserland (2018)
Nationale bond · A-internationals · Bondscoaches · Statistieken · Tsjecho-Slowaaks vrouwenelftal · Tsjecho-Slowakije U16 · Tsjecho-Slowakije U17 · Tsjecho-Slowakije U18 · Tsjecho-Slowakije U21
1920 – 1929 · 
1930 – 1939 · 
1940 – 1949 · 
1950 – 1959 · 
1960 – 1969 · 
1970 – 1979 · 
1980 – 1989 · 
1990 – 1993
EK 1960 · 
EK 1976 · 
EK 1980
WK 1934 · 
WK 1938 · 
WK 1954 · 
WK 1958 · 
WK 1962 · 
WK 1970 · 
WK 1982 · 
WK 1990
OS 1920 · 
OS 1924 · 
OS 1964 · 
OS 1968 · 
OS 1980
1920 · 
1921 · 
1922 · 
1923 · 
1924 · 
1925 · 
1926 · 
1927 · 
1928 · 
1929 · 
1930 · 
1931 · 
1932 · 
1933 · 
1934 · 
1935 · 
1936 · 
1937 · 
1938 · 
1939 · 
1940 · 
1941 · 
1942 · 
1943 · 
1944 · 
1945 · 
1946 · 
1947 · 
1948 · 
1949 · 
1950 · 
1952 · 
1952 · 
1953 · 
1954 · 
1955 · 
1956 · 
1957 · 
1958 · 
1959 · 
1960 · 
1961 · 
1962 · 
1963 · 
1964 · 
1965 · 
1966 · 
1967 · 
1968 · 
1969 · 
1970 · 
1971 · 
1972 · 
1973 · 
1974 · 
1975 · 
1976 · 
1977 · 
1978 · 
1979 · 
1980 · 
1981 · 
1982 · 
1983 · 
1984 · 
1985 · 
1986 · 
1987 · 
1988 · 
1989 · 
1990 · 
1991 · 
1992 · 
1993
Albanië ·
Argentinië ·
Australië ·
België ·
Bolivia ·
Brazilië ·
Bulgarije ·
Chili ·
Colombia ·
Costa Rica ·
Cyprus ·
DDR ·
Denemarken ·
Duitsland ·
Egypte ·
Engeland ·
Faeröer ·
Finland ·
Frankrijk ·
Griekenland ·
Hongarije ·
Ierland ·
IJsland ·
Iran ·
Italië ·
Joegoslavië ·
Koeweit ·
Luxemburg ·
Malta ·
Mexico ·
Nederland ·
Noord-Ierland ·
Noorwegen ·
Oostenrijk ·
Polen ·
Portugal ·
Roemenië ·
Schotland ·
Sovjet-Unie ·
Spanje ·
Turkije ·
Uruguay ·
Verenigde Staten ·
Wales ·
Zweden ·
Zwitserland
Brazilië (1962) · 
Engeland (1982) · 
Frankrijk (1982) · 
Koeweit (1982) ·
West-Duitsland (1976)